# Grete Rosenberg
Margareta Rosenberg, detta Grete (7 ottobre 1896 – 5 febbraio 1979), è stata una nuotatrice tedesca.

## Palmarès

### Olimpiadi
- Argento a Stoccolma 1912 nella staffetta 4x100 metri stile libero.